# NGC 3872
NGC 3872 est une galaxie elliptique située dans la constellation du Lion. NGC 3872 a été découverte par l'astronome germano-britannique William Herschel en 1784.

## Caractéristiques
Sa vitesse par rapport au fond diffus cosmologique est de 3 421 ± 28 km/s, ce qui correspond à une distance de Hubble de 50,5 ± 3,6 Mpc (∼165 millions d'al).
À ce jour, 11 mesures non basées sur le décalage vers le rouge (redshift) donnent une distance de 47,518 ± 16,206 Mpc (∼155 millions d'al), ce qui est à l'intérieur des valeurs de la distance de Hubble.

## Paire de galaxies
Selon Abraham Mahtessian, NGC 3872 et UGC 6758 forment une paire de galaxies. Dans l'article de Mahtessian, UGC 6758 est noté 1144+1359, une abréviation pour CGCG 1144.5+1359.